# 네온테트라
네온테트라는 카라신목 카라신과의 물고기이다.

## 특징
네온테트라의 배는 은백색이고 등은 연한 파란색이다. 이 물고기는 반점을 제외하고는 부분적으로 투명하다. 네온테트라의 전체 몸길이는 약 3cm까지 자란다. 여러마리가 모이면 군영을 이뤄 보기좋은 종으로 무리를 지어 다닌다. 기르기 쉬운 소형 열대어로 입문종으로 많이 접하게 된다.
서로 꼬리에 꼬리를 물어 뜯으며 논다.
눈부터 꼬리까지 파란 선으로 되어있고, 배부터 꼬리까지는 붉은색으로 되어있다.